# Donji Rakani
Donji Rakani (cyr. Доњи Ракани) – wieś w Bośni i Hercegowinie, w Republice Serbskiej, w gminie Novi Grad. W 2013 roku liczyła 338 mieszkańców.